# Coccobius flaviventris
Coccobius flaviventris är en stekelart som först beskrevs av Howard 1910.  Coccobius flaviventris ingår i släktet Coccobius och familjen växtlussteklar. Inga underarter finns listade i Catalogue of Life.